# Distrito Municipal de Cape Winelands
Cape Winelands (en afrikáans: Kaapse Wynlande-distriksmunisipaliteit) es un distrito municipal de Sudáfrica en la provincia de provincia Occidental del Cabo. Comprende una superficie de 22.289 km². El centro administrativo es la ciudad de Worcester.

## Municipios locales
| Nombre        | Cabecera     | Población (2011) | Sup. (km²) | Densidad (hab/km²) |
| ------------- | ------------ | ---------------- | ---------- | ------------------ |
| Witzenberg    | Ceres        | 115.946          | 10.753     | 10,8               |
| Drakenstein   | Paarl        | 251.262          | 1.538      | 163,4              |
| Stellenbosch  | Stellenbosch | 155.733          | 831        | 187,4              |
| Breede Valley | Worcester    | 166.825          | 3.833      | 43,5               |
| Langeberg     | Ashton       | 97.724           | 4.518      | 21,6               |
| Total         | Total        | 787.490          | 21.473     | 36,7               |